# Bielsk (gmina)
Bielsk (do 1948 gmina Kleniewo) – gmina wiejska w Polsce położona w województwie mazowieckim, w powiecie płockim. W latach 1975–1998 gmina administracyjnie należała do województwa płockiego.
Siedziba gminy to Bielsk.
Według danych z 30 czerwca 2004 gminę zamieszkiwało 8920 osób.

## Historia
Gmina położona jest na skrzyżowaniu 5. ważnych szlaków handlowych.
Pierwsze pisane wzmianki o Bielsku pochodzą z XI wieku. Przywilej miejski otrzymuje w 1373 r. (Siemowit III) – potwierdzenie nadania w roku 1424. Do XVI wieku nazywana „Bielsko”. W 1869 r. miasteczko traci prawa miejskie na mocy dekretu carskiego (restrykcje po powstaniu styczniowym).

## Obiekty warte odwiedzenia
- kościoły: w Bielsku (1911 r.), Ciachcinie (1884 r.), Zagrobie (1922 r.).
- dwory: w Goślicach (XVIII w.) i Zągotach (XIX w.).

## Struktura powierzchni
Według danych z roku 2002 gmina Bielsk ma obszar 125,53 km², w tym:
- użytki rolne: 89%
- użytki leśne: 4%

Gmina stanowi 6,98% powierzchni powiatu.

## Demografia

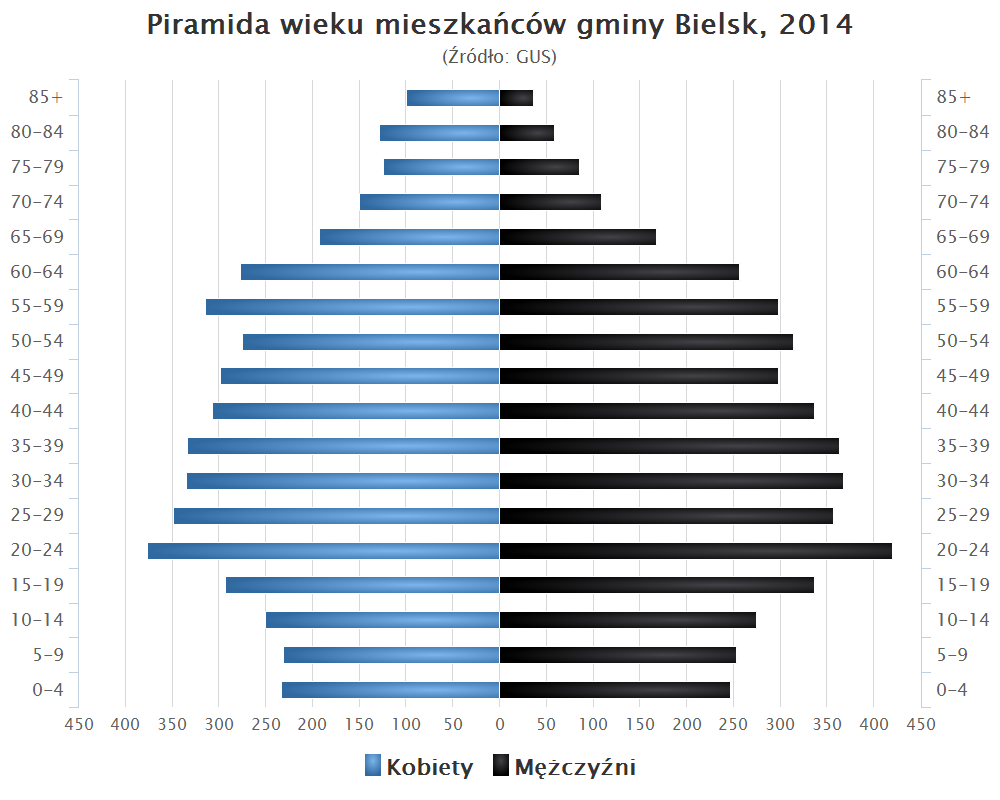
Piramida wieku mieszkańców gminy Bielsk w 2014 roku

Dane z 30 czerwca 2004:
| Opis                              | Ogółem | Ogółem | Kobiety | Kobiety | Mężczyźni | Mężczyźni |
| --------------------------------- | ------ | ------ | ------- | ------- | --------- | --------- |
| jednostka                         | osób   | %      | osób    | %       | osób      | %         |
| populacja                         | 8920   | 100    | 4426    | 49,6    | 4494      | 50,4      |
| gęstość zaludnienia (mieszk./km²) | 71,1   | 71,1   | 35,3    | 35,3    | 35,8      | 35,8      |

## Gospodarka
Dominującą gałęzią gospodarki na terenie gminy jest rolnictwo z przewagą produkcji roślinnej. Średnia wielkość gospodarstwa rolnego wynosi 7,37 ha. Ogółem na terenie gminy jest 1701 gospodarstw rolnych.
Działalność gospodarczą na własny rachunek, wg ewidencji prowadzonej przez tutejszy urząd, prowadzi 260 podmiotów, z dużą przewagą firm handlowych. Na terenie gminy działa 70 placówek handlowych, z tego w samym Bielsku 43 sklepy.
Do ważniejszych zakładów przemysłowych i usługowo-handlowych należą:
- Zakład przetwórstwa mięsa PEKLIMAR w Umieninie-Łubkach
- Zakład produkcji maszyn i urządzeń do produkcji mięsa "PEK-MONT" w Bielsku
- Przedsiębiorstwa PHU "HYDROTEX" w Bielsku,
- Przedsiębiorstwo PHU "AQVA-LUMEN" w Bielsku
- Ubojnia i masarnia "OLEWNIK – BIS" w Bielsku
- Trzy piekarnie i cukiernia w Bielsku
- Mieszalnia pasz w Bielsku
- Lakiernia proszkowa "Pro-Eco" w Bielsku

Gmina Bielsk ma dość dobrze rozwiniętą sieć usług. Do najbardziej popularnych należą: usługi remontowo budowlane, mechanika pojazdowa, naprawa sprzętu AGD i RTV, stolarstwo, fryzjerstwo. Istnieje możliwość osiedlenia się w Bielsku przez nabycie działek pod budownictwo mieszkaniowe bądź mieszkalno-usługowe w obrocie prywatnym.

## Jednostki publiczne
Na terenie gminy znajdują się:
- 2 jednostki pocztowo-telekomunikacyjne w Bielsku i Ciachcinie
- posterunek policji w Bielsku
- 8 szkół podstawowych: w Bielsku, Ciachcinie, Zągotach, Machcinie, Zagrobie, Leszczynie Szlacheckim, Śmiłowie i Tchórzu
- 4 przedszkola: w Bielsku, Ciachcinie, Zągotach i Zagrobie
- 2 ośrodki zdrowia: w Bielsku i Zągotach
- Gminny Ośrodek Pomocy Społecznej w Bielsku
- Gminny Ośrodek Kultury w Bielsku
- Gminna Biblioteka w Bielsku oraz 3 filie biblioteczne: w Ciachcinie, Zągotach i Zagrobie
- 12 jednostek Ochotniczej Straży Pożarnej

## Sołectwa
Bielsk, Bolechowice, Cekanowo, Ciachcin (Ciachcin + Ciachcin Nowy), Dębsk, Drwały, Dziedzice, Gilino, Giżyno, Goślice, Jaroszewo Biskupie, Jaroszewo-Wieś, Jączewo, Józinek, Kędzierzyn, Kleniewo, Kłobie, Konary, Kuchary-Jeżewo, Leszczyn Księży, Leszczyn Szlachecki, Lubiejewo, Machcino (Machcino + Machcinko), Niszczyce-Pieńki, Niszczyce, Rudowo, Sękowo, Smolino, Szewce, Śmiłowo, Tchórz, Tłubice, Ułtowo, Umienino (Umienino + Pęszyno + Strusino),  Zagroba, Zakrzewo, Zągoty, Żukowo

## Sąsiednie gminy
Drobin, Gozdowo, Radzanowo, Stara Biała, Staroźreby, Zawidz